# Паршево
Паршево (пол. Parszewo, нім. Parschau) — село в Польщі, у гміні Ліхнови Мальборського повіту Поморського воєводства.
Населення — 293 особи (2011).
У 1975-1998 роках село належало до Ельблонзького воєводства.

## Демографія
Демографічна структура станом на 31 березня 2011 року:
|          | Загалом | Допрацездатний вік | Працездатний вік | Постпрацездатний вік |
| -------- | ------- | ------------------ | ---------------- | -------------------- |
| Чоловіки | 148     | 41                 | 97               | 10                   |
| Жінки    | 145     | 43                 | 84               | 18                   |
| Разом    | 293     | 84                 | 181              | 28                   |